# 1768 w muzyce
Wydarzenia muzyczne w 1768 roku.

## Dzieła
- Luigi Boccherini – Cello Concerto in D Major
- Muzio Clementi – Sonata for Harpsichord in G major
- Joseph Haydn – Applausus (Jubilaeum virtuis Palatium)
- Michael Haydn – Missa sancti Francisci Seraphici, MH 119
- Wolfgang Amadeus Mozart – Symfonie 7 i 8

## Dzieła operowe
- Johann Adolf Hasse – Piramo e Tisbe
- Joseph Haydn – Lo speziale
- Niccolò Jommelli – Fetonte
- Niccolò Jommelli – L'unione coronata
- Niccolò Jommelli – Niewolnica wyzwolona
- Wolfgang Amadeus Mozart – Bastien i Bastienne
- Wolfgang Amadeus Mozart – La finta semplice
- Giovanni Paisiello – Olimpia

## Urodzili się
- 20 lipca – Praskowia Żemczugowa, rosyjska śpiewaczka operowa (liryczno-dramatyczny sopran koloraturowy) (zm. 1803)
- 10 sierpnia – Johann Michael Vogl, austriacki śpiewak operowy (baryton) i kompozytor (zm. 1840)
- 15 sierpnia – Christoph von Schmid, niemiecki autor pieśni kościelnych (zm. 1854)
- 12 września – Benjamin Carr, amerykański kompozytor, wydawca i organista (zm. 1831)
- 21 września – Louis Emmanuel Jadin, francuski kompozytor (zm. 1853)

## Zmarli
- 3 marca – Nicola Porpora, włoski kompozytor operowy (ur. 1686)
- 14 kwietnia – Mateusz Zwierzchowski, polski kompozytor, organista i dyrygent (ur. ok. 1713)
- 28 października – Michel Blavet, francuski kompozytor i flecista (ur. 1700)
- 31 października – Francesco Maria Veracini, włoski skrzypek i kompozytor (ur. ok. 1690)
- 1 listopada – Pierre van Maldere, belgijski kompozytor i skrzypek (ur. 1729)
- 20 grudnia – Carlo Innocenzo Frugoni, włoski librecista (ur. 1692)